# آدم برزيفورسكي
آدم برزيفورسكي (
تُلفظ بالبولندية: ‎[pʂɛˈvɔrskʲi]‏ ؛ من مواليد 5 مايو 1940) هو أستاذ علوم سياسية بولندي-أمريكي. يعتبر أحد أهم المنظرين والمحللين للمجتمعات الديمقراطية، ونظرية الديمقراطية والاقتصاد السياسي، يعمل حالياً أستاذاً كاملاً في قسم السياسة على اسم عائلة ويلف في جامعة نيويورك.

## سيرته
ولد برزيفورسكي عام 1940 في وارسو ببولندا، تخرج من جامعة وارسو في عام 1961. بعد ذلك بمدة قصيرة، انتقل إلى الولايات المتحدة، حيث حاز على درجة الدكتوراة في جامعة نورث وسترن في عام 1966. درّس في جامعة شيكاغو، حيث حصل على لقب أستاذ الخدمة المتميز على اسم مارتين أ ريرسون . كما كان أستاذا زائرا في الهند وتشيلي وبريطانيا العظمى وفرنسا وألمانيا وإسبانيا (معهد خوان مارس) وسويسرا. منذ عام 1991، كان برزيفورسكي عضوا في الأكاديمية الأمريكية للفنون والعلوم، وفي عام 2001 تقاسم جائزة وودرو ويلسون عن كتابه الديمقراطية والتنمية. عام 2010، حصل على جائزة يوهان سكايت في العلوم السياسية «لرفعه المعايير العلمية المتعلقة بتحليل العلاقات بين الديمقراطية والرأسمالية والتنمية الاقتصادية». حتى الآن، قام بتأليف 13 كتابًا والعديد من المقالات.
كان برزيفورسكي عضوا في جماعة سبتمبر من الماركسيين التحليليين، لكنه ترك الجماعة في عام 1993. 

## الرأسمالية والديمقراطية الاجتماعية
في كتابه الرأسمالية والديمقراطية الاجتماعية يجادل برزيفورسكي بأن الأحزاب الاشتراكية الأوروبية في النصف الأول من القرن العشرين واجهت سلسلة من المعضلات الانتخابية. كانت المعضلة الأولى تتمثل في قرار المشاركة في الانتخابات البرجوازية من عدمها، عندما انتشر الاقتراع العام بشكل تدريجي في أوروبا. كان السؤال المطروح هو ما إذا كانت المشاركة ستسهم في النضال من أجل الاشتراكية أو في تعزيز النظام الرأسمالي.  وفقاً لبرزيفورسكي، فقد اختارت معظم الأحزاب الاشتراكية المشاركة في الانتخابات، لأنها كانت وسيلة لدفع بعض مصالح العمال على المدى القصير وكذلك، كما تبيّن الإحالات إلى فريدريك إنجلز وإدوارد بيرنشتاين في كتاب برزيفورسكي، خطوة نحو الاشتراكية. 
أدى قرار المشاركة في الانتخابات البرجوازية إلى معضلة أخرى، وفقًا لبرزيفورسكي: نظرًا لأن العمال لم يكونوا يشكلوا أغلبية عددية في أي بلد أوروبي، كان عليهم من أجل الفوز بالانتخابات أن يختاروا ما إذا كانوا سيتمسكون بمبادئهم الاشتراكية أم يتنازلون ويتبنوا سياسة اجتماعية ديمقراطية لجذب حلفاء، من الطبقة المتوسطة بشكل خاص.  كان لمثل هذا التنازل عواقب وخيمة على الأحزاب الاشتراكية، بما في ذلك انحسار دعم العمال،  والتخلي عن التكتيكات النضالية الإضافية خارج إطار البرلمان،  والارتداد التدريجي عن السياسات الاشتراكية لدى وصولهم السلطة. 
يمكن تقسيم الانتقادات الموجهة إلى تحليل برزيفورسكي عن معضلات الأحزاب الديمقراطية الاجتماعية إلى شقين على الأقل. أولا، قد بُيّن أن الأغلبية العددية ليست ضرورية للأحزاب الديمقراطية الاجتماعية من أجل السيطرة على الحكومات،  مما يعني أن الأحزاب الديمقراطية الاجتماعية لا تحتاج بالضرورة إلى التضحية بأصوات العمال للفوز بالانتخابات. ثانياً، جادل جوستا إسبينج-أندرسن بأن برزيفورسكي مخطئ في محاولته التمييز بين السياسات الإصلاحية والثورية، حيث «ليس لدينا معايير مقبولة لتقرير أي الأعمال ستعكس الوضع الراهن فحسب وأيها ستعجل التحول التاريخي».  يقترح إسبينج أندرسن أن السياسات التي تتبناها الأحزاب اليسارية يجب أن تقارن على أساس كيفية مساعدتها لسيرورة الوحدة الطبقية. 

## مؤلفاته الأساسية
- Adam Przeworski؛ Michael E. Alvarez؛ Jose Antonio Cheibub؛ Fernando Limongi (2000). Adam Przeworski (المحرر). Democracy and Development; Political Institutions and Well-Being in the World, 1950-1990. New York: مطبعة جامعة كامبريدج. ص. 336. ISBN:0-521-79379-3.
- Adam Przeworski, José María Maravall، المحرر (2003). Democracy and the Rule of Law. New York: مطبعة جامعة كامبريدج. ص. 334. ISBN:0-521-53266-3.
- Adam Przeworski (2003). States and Markets; A Primer in Political Economy. ص. 236. ISBN:0-521-53524-7.
- Adam Przeworski (1991). Democracy and the Market; Political and Economic Reforms in Eastern Europe and Latin America. New York: Cambridge University Press. ص. 208. ISBN:0-521-42335-X. مؤرشف من الأصل في 2022-05-23.
- Adam Przeworski (1985). Capitalism and Social Democracy. New York: مطبعة جامعة كامبريدج. ص. 280. ISBN:0-521-33656-2.

## الأعمال الأخيرة
- آدم Przeworski (2009): آليات عدم استقرار النظام في أمريكا اللاتينية  ، في: مجلة السياسة في أمريكا اللاتينية 1/2009. S.5-36
- Adam Przeworski (2010). Democracy and the Limits of Self-Government. New York: مطبعة جامعة كامبريدج.

## عائلته
كان عمه أندريه برزيفورسكي لاعب كرة قدم بولندي وحكمًا ومديرًا.